# Peptide cérébral natriurétique
Pour les articles homonymes, voir BNP et Peptide natriurétique.
Le peptide cérébral natriurétique ou peptide natriurétique de type B, ou encore BNP (de l'anglais « brain natriuretic peptide »), fait partie des peptides natriurétiques, c'est-à-dire, provoquant l'excrétion de sodium par les reins.
Le terme B (pour l'anglais : brain) est, en fait, un rappel que l'ARN messager de cette protéine a été identifié pour la première fois dans le cerveau.

## Historique
Il a été découvert par une équipe japonaise en 1988 dans le cerveau du porc, quatre ans après l'identification du facteur natriurétique auriculaire.

## Formation et métabolisme
Le gène du BNP est situé sur le chromosome 1 humain, à peu de distance de celui du facteur natriurétique auriculaire.
Le proBNP, précurseur du BNP, est sécrété par les cellules musculaires cardiaques, essentiellement par celles des oreillettes dans les situations normales. La synthèse en est augmentée en cas de distension de ce tissu, comme on le voit typiquement dans une insuffisance cardiaque. Il est sécrété principalement par les oreillettes, accessoirement par les ventricules ainsi que par d'autres organes. Toutefois, en cas d'insuffisance cardiaque, la participation ventriculaire à sa synthèse augmente significativement.
Il est formé de 134 acides aminés.
Dans le sang, le proBNP perd rapidement 26 acides aminés puis est clivé en BNP, formé de 32 acides aminés, et en NT-proBNP, inactif, formé de 76 acides aminés.
Le BNP se fixe sur le récepteur du facteur natriurétique auriculaire, qu'il active.
Le BNP est ensuite détruit par une enzyme : l'endopeptidase neutre. Il peut être directement éliminé par le rein.
En cas d'insuffisance cardiaque, l'ARN messager codant le BNP est produit en grand nombre, ce qui fait penser que l'élévation du taux de BNP est en rapport avec une augmentation de la production de cette protéine et non pas seulement une augmentation du relargage de celle-ci lors d'une destruction des cellules cardiaques.

## Rôle physiologique
Le proBNP et le NT-proBNP ne semblent pas avoir d'action physiologique significative.
Le BNP a un effet diurétique et vasodilatateur.
Il diminue l'activité du système rénine-angiotensine-aldostérone. Il a également un effet inhibiteur sur le système sympathique.
Par ces trois effets, il a une action positive en cas d'insuffisance cardiaque. Cependant la réponse aux peptides natriurétiques est faible, ceci étant dû à la baisse de la pression de perfusion rénale, à la baisse de la charge sodée délivrée au néphron distal et à l'augmentation de la dégradation des peptides par l'endopeptidase neutre. D'autres hypothèses ont été avancées pour expliquer cette faible réponse, comme l'activation du système rénine angiotensine, mais n'ont pu être prouvées.
La BNP a également une activité paracrine en favorisant l'angiogenèse par l'intermédiaire de la guanylate cyclase A.
Elle favorise la lipolyse ainsi que la formation des mitochondries dans les cellules musculaires, avec oxydation des acides gras. A noter que son taux sanguin est diminué chez l'obèse.

## Rôle du dosage en médecine
On peut doser le BNP ou le NT-proBNP, leur augmentation donnant des renseignements équivalents. Le NT-proBNP est un peu plus stable dans le tube et son dosage est donc moins exigeant (le dosage du BNP devant être faite dans les quelques heures après son prélèvement). Les dosages ne sont pas standardisés rendant complexe la comparaison des résultats de différents laboratoires.
Son taux est augmenté de manière importante et spécifique en cas d'insuffisance cardiaque systolique aiguë. Cette augmentation est moins constante en cas d'insuffisance cardiaque chronique ou si elle est de type diastolique. Elle est corrélée à la pression de remplissage du ventricule gauche.
Le BNP peut être légèrement augmenté avec :
- une fibrillation atriale, le taux de NT-proBNP semble être prédicteur du risque de survenue de ce trouble rythmique[15] ainsi que celui de survenue d'un accident vasculaire cérébral[16] ;
- l'âge ;
- le moment du dosage, le taux étant plus élevé le jour par rapport à la nuit[17] ;
- la présence d'une insuffisance rénale[18] (cela est le cas également pour la NT-proBNP[19]) ;
- une augmentation de la masse du ventricule (hypertrophie ventriculaire gauche).

Il peut être diminué en cas d'obésité.
L'intérêt du dosage permet :
- de discriminer une cause non cardiaque à un essoufflement (dyspnée) aigu (BNP normal), d'une cause cardiaque (BNP élevé) ;
- d'avoir une indication pronostique (évolution de la maladie) sur une insuffisance cardiaque chronique (un taux de BNP élevé montre un risque supérieur d'évènements), ou même, chez le tout venant, le taux de BNP, même restant dans les limites de la normale, étant corrélé avec le risque de mortalité cardiovasculaire[22].

Dans le cas d'une embolie pulmonaire, son élévation est un indice pronostique.
Le rôle d'un dosage répété afin de suivre l'évolution du taux sous traitement et de guider ce dernier reste un sujet discuté. La baisse du taux de BNP est, en particulier, retardée par rapport à l'amélioration du patient sous traitement. Il n'améliore pas la prise en charge du patient âgé. Chez les autres patients, il pourrait inciter à augmenter les doses des médicaments reconnus efficaces et diminuer, par ce biais, la mortalité. Le NT-proBNP et le BNP ont une variabilité intra-individuelle importante (les dosages varient chez le même individu alors que les conditions sont stables, même avec la même technique de mesure),. Seule une variation supérieure à 50 % serait significative.

## Utilisation en tant que médicament
Une utilisation médicale du BNP est testée depuis 1990.
Le nésiritide est un BNP recombinant produit par génie génétique. En injection, il induit une baisse des pressions de remplissage du ventricule gauche permettant une amélioration des symptômes du patient, du moins à court terme. Il pourrait cependant avoir un effet délétère sur la fonction rénale. En pratique, il semble peu efficace dans le traitement de l'insuffisance cardiaque autant aiguë que chronique.
L'injection biquotidienne en sous-cutanée de BNP semble cependant prometteur.